# Яценко, Алексей Александрович
Алексе́й Алекса́ндрович Яце́нко (4 сентября 1971 год, Павловка, Милютинский район, Ростовская область, РСФСР, СССР) — российский спортивный функционер, промоутер, менеджер, тренер. Президент промоутерской компании Absolute Championship Akhmat, являющейся ведущей в России и одной из ведущих в мире по организации профессиональных боёв по смешанным единоборствам (ММА).

## До начала трудовой деятельности
В 1989—1991 годах проходил службу в Вооружённых силах СССР, награждён медалью «За отличие в воинской службе» II степени.
После возвращения со службы в ВС СССР активно занимался кикбоксингом, который набирал большую популярность на территории постсоветского пространства.

## Тренерская деятельность

### Кикбоксинг
С марта 1996 по май 2008 года осуществлял тренерскую деятельность по кикбоксингу в Ростове-на-Дону. Возглавлял городскую Федерацию кикбоксинга и муай-тай, руководил Ростовским региональным центром кикбоксинга.

### MMA
В 2004 году получил приглашение в бойцовский клуб «Легион» из Ростова-на-Дону, являвшегося одним из сильнейших на Юге России. Изначально — тренером по ударной подготовке, с января 2005 по март 2008 года в качестве главного тренера.

## Промоутерская деятельность
В 2007 году, помимо тренерских функций в ростовском бойцовском клубе «Легион», стал организатором первых трёх турниров по смешанным единоборствам под брендом Legionfight. После чего, в мае 2008 года завершил тренерскую деятельность и полностью занялся спортивным промоушеном по ММА.
В 2008 году была создана промоутерская компания Professional Fighting Championship (ProFC ММА), Алексей Яценко стал её президентом. В самом первом турнире организации, проходившем в городе Шахты Ростовской области участвовали начинающие и малоизвестные бойцы. Затем, в достаточно короткие сроки благодаря усилиям Яценко промоушен стал одним из ведущих на то время в России. На ринг начали выходить звёзды первой величины российских ММА: Хабиб Нурмагомедов, Александр Емельяненко, Алексей Олейник, Али Багов, Александр Шаблий, Альберт Туменов, Магомедрасул Хасбулаев и другие. Кроме того, с 2009 по 2011-й ProFC ММА ежегодно проводил крупный международный турнир «Кубок Содружества Наций», в котором принимали участие бойцовские клубы из России, Украины, Белоруссии, Армении, Казахстана, Сербии, Турции, Польши. В состав клубов входили представители и других стран, например Франции, Швеции, Швейцарии, Грузии, Азербайджана.
В конце 2012 года Алексей Яценко основал и стал генеральным директором промоутинговой компании Tech-Krep Fighting Championsip ММА, базировавшейся в Краснодаре. Промоушн вскоре вышел на высокие позиции в российском ММА, в частности по итогам 2015 года входил в топ-6 ведущих промоутерских компаний из 30 существовавших на постсоветском пространстве, а сам Яценко включался в пятёрку ведущих промоутеров ММА в России. Широкую известность получил организованный промоушеном бойцовский проект Prime Selection. В нём получали шанс засветиться молодые бойцы ММА, во встречах с рядом известных бойцов ММА, в частности, такими как Сергей Харитонов, Денис Гольцов, Александр Волков.
В сентябре 2018 года Tech-Krep Fighting Championsip ММА объединился с промоутерской компанией Absolute Championship Berkut (ACB ММА), при этом Алексей Яценко получил в ней должность вице-президента, глава лиги Майрбек Хасиев так прокомментировал назначение и круг задач:

«Дорогие друзья, отныне вице-президентом лиги АСВ становится генеральный директор Tech Krep FC Алексей Яценко. В лиге ACB Алексей будет курировать ММА, так как он имеет богатый опыт в мире единоборств и знает этот бизнес изнутри. Он успел проявить себя успешно как промоутер, менеджер и организатор турниров. Несомненно, опыт Алексея поможет нашей лиге в дальнейшем развитии и реализации поставленных задач!».
Через три месяца, в декабре 2018-го, ACB ММА объединился с ещё одной промоутерской компанией, под названием «Всемирный бойцовский чемпионат Ахмат» (WFCA). После чего произошла реорганизация и проведён ренейминг, обновлённая организация, получившая имя Absolute Championship Akhmat (ACA) укрепилась в роли ведущей промоутерской компании в России по смешанным единоборствам, и перед ней были поставлены задачи выйти на первые роли в мировом ММА. Президентом промоушена стал Алексей Яценко. По состоянию на лето 2022 года лигой ACA после ренейминга проведено полсотни турниров в различных городах России, Белоруссии, Казахстана, Польши, в которых приняли участие такие известные бойцы как: Тони Джонсон, Александр Емельяненко, Магомед Исмаилов, Крис Ханикатт, Альберт Туменов, Магомедрасул Хасбулаев, Иван Штырков, Марцин Хельд, Данель Омеляньчук, Родолфу Виейра и многие другие. В том числе проводились поединки топ-уровня, которые эксперты называли «Бой года в российском ММА», как например поединок 2020 года между Александром Емельяненко и Магомедом Исмаиловым. Трансляции матчей регулярно осуществляются на общероссийском федеральном спортивном телеканале Матч ТВ, а также на различных телеканалах Европы и Северной Америки. Деятельность лиги активно освещается в ведущих СМИ пишущих о спорте ММА, в России, и в спортивных СМИ некоторых близлежащих стран, в частности, Казахстана. Эксперты включают Absolute Championship Akhmat в число первых трёх-пяти главных промоушенов в мире смешанных единоборств, и первым среди евроазиатских, отмечают рекордно быстрые сроки по достижению этих показателей, и высокую роль Алексея Яценко в успешной реализации таких высоких результатов для промоушена. По мнению ряда спортсменов, уровень конкуренции в ACA не ниже, чем в двух ведущих мировых промоушенах по смешанным единоборствам — UFC и Bellator. Поэтому российской лигой даже были сделаны предложения к обеим американским по проведению матчевых встреч, для выявления лучшей лиги мира.
Также Алексей Яценко являлся матчмейкером нескольких турниров по ММА и К-1. Кроме того, он выступал промоутером ряда бойцов по кикбоксингу, в частности – Джабара Аскерова, и по смешанным единоборствам, в частности – Ярослава Амосова, Шамиля Абдурахимова, Дениса Гольцова, Кямрана Аббасова. Многие из сопровождаемых им известных бойцов, переходили на высший уровень в своей профессиональной карьере именно в момент сотрудничества с Алексеем Яценко, подписав контракты с крупными мировыми промоушенами ММА: Шамиль Абдурахимов и Лиана Джоджуа с Ultimate Fighting Championship, Ярослав Амосов с Bellator MMA (где он смог стать чемпионом в полусреднем весе), Кямран Аббасов с ONE Fighting Championship (стал там чемпионом в полусреднем весе в 2019-м, а затем защитил свой титул в 2020 году), Денис Гольцов с Professional Fighters League (где он борется за чемпионский титул в тяжёлом весе).
На протяжении нескольких лет Алексей Яценко регулярно выступает спикером для крупных российских спортивных СМИ.

## Семейное положение
Женат, двое детей.